# Станцлер, Венди
Венди Станцлер (англ. Wendey Stanzler) — американский телевизионный режиссёр и продюсер, а также монтажёр телевидения и кино. За свою карьеру она дважды номинировалась на премию «Эмми», а также получила три награды Ассоциации монтажеров США.
Как режиссёр Станцлер работала в более тридцати телесериалах, среди которых были «Нэшвилл», «Анатомия страсти», «Отчаянные домохозяйки», «Дурнушка», «Бывает и хуже» и «Дневники вампира». Как продюсер она работала над сериалами «90210: Новое поколение» и «Список клиентов», а в качестве монтажёра отмечалась наградами за документальный фильм «Роджер и я» (1990) и сериал «Секс в большом городе» (1998—2004).